# Uppsala

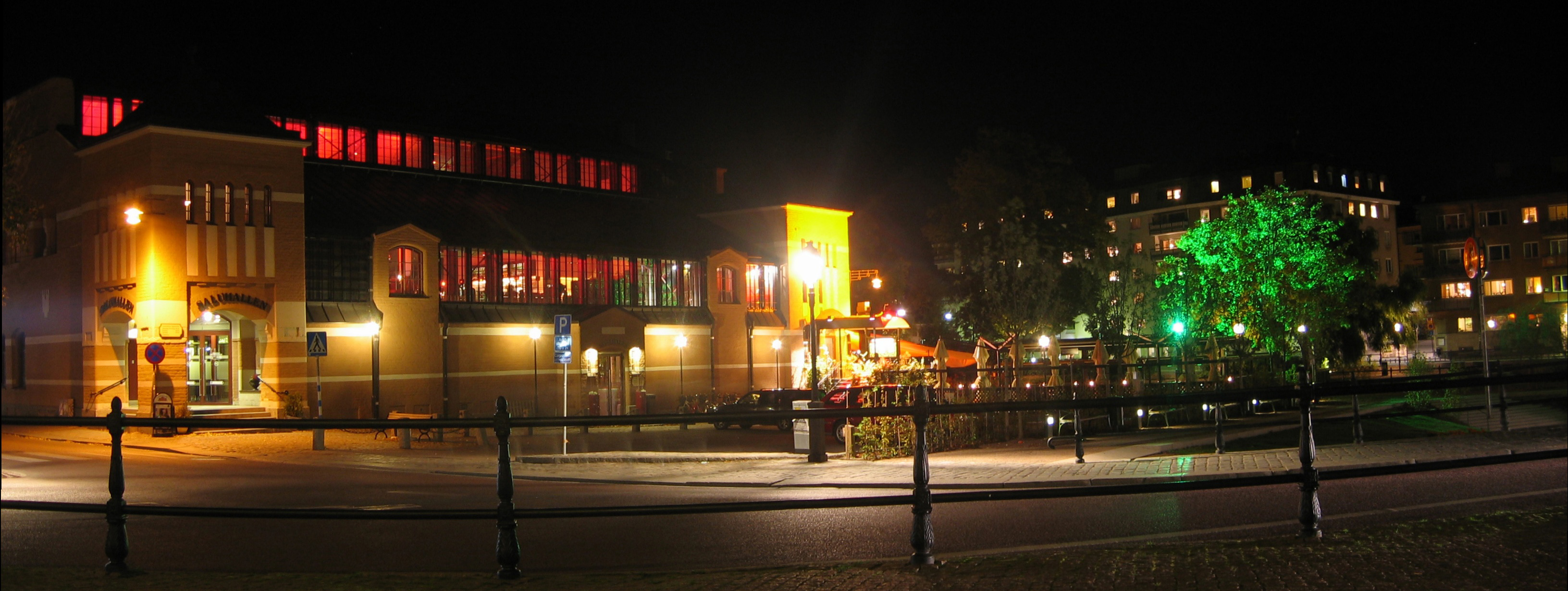
Stadtzentrum mit der Markthalle Saluhallen

Uppsala [ˈɵpːˌsɑːla] ⓘ, veraltet auch Upsala, ist eine Großstadt in der schwedischen Provinz Uppsala län und der historischen Provinz Uppland. Uppsala ist Residenzstadt der Provinz und Hauptort der gleichnamigen Gemeinde.
Die Stadt ist an der Bevölkerung gemessen nach Stockholm, Göteborg und Malmö die viertgrößte Stadt des Landes und in sieben Stadtbezirke gegliedert.
Uppsala ist eine traditionelle und bekannte Universitätsstadt. Die Universität Uppsala wurde 1477 gegründet und ist somit die älteste Universität Skandinaviens. Die Stadt ist Sitz des Erzbischofs sowie des Bischofs des Bistums Uppsala der Schwedischen Kirche.

## Geografie
Uppsala liegt etwa 72 km nördlich von Stockholm und etwa 37 km vom Flughafen Arlanda entfernt. Durch den Ort verläuft der Fluss Fyrisån, der 8 km weiter südlich in den See Mälaren mündet. Uppsala liegt teilweise am Fuße eines Geröllrückens und teilweise auf diesem, der Uppsalaåsen genannt wird, aus der letzten Eiszeit stammt und sich über 500 km von Härjedalen bis in den Süden von Stockholm zur Halbinsel Södertörn erstreckt.

## Geschichte

### Anfänge bis 13. Jahrhundert

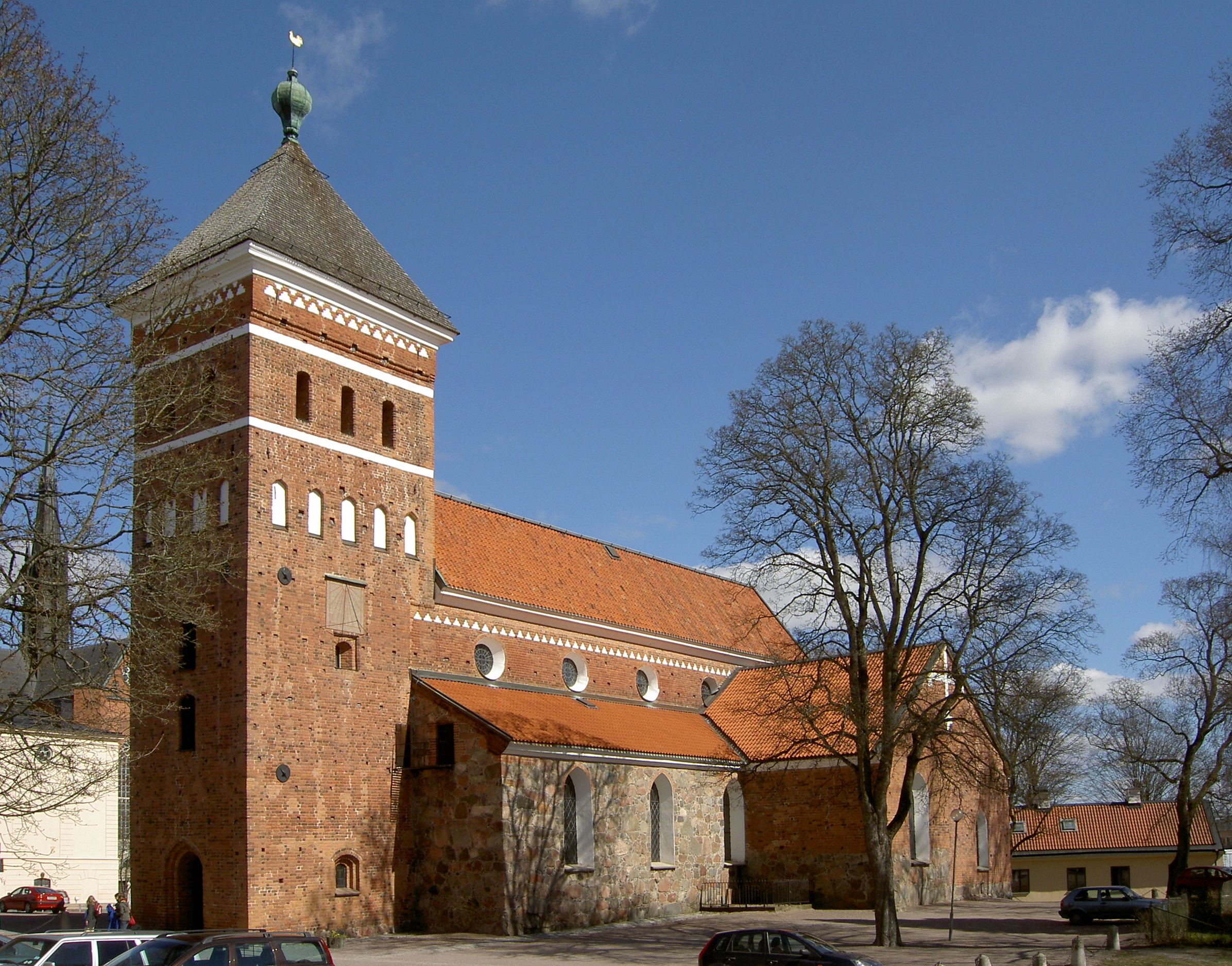
Die Dreifaltigkeitskirche heute, im Hintergrund links ein Teil der Domkirche

Der Ort, an dem sich Uppsala heute befindet, trug ursprünglich den Namen Aros und später dann Östra Aros, um nicht mit Västra Aros, dem heutigen Västerås, verwechselt zu werden. Der Name Aros bedeutet Flussmündung und setzt sich aus der altschwedischen Genitivform von a für Fluss und os für Mündung zusammen. Er bezog sich auf die damalige Mündung des Fyrisån in den Fjord, der zur Wikingerzeit eine Verbindung zur Ostsee herstellte. Durch die Landhebung und die zunehmende Verlandung wurde der Fjord langsam trockengelegt. Frühe Überlieferungen erwähnen an dieser Mündung einen Hafen. Reisende machten hier ihre Boote fest, um auf dem Landweg weiter in das fünf Kilometer entfernte Uppsala, das heutige Gamla Uppsala („Alt-Uppsala“), zu gelangen. Aus dieser frühen Zeit stammt der Hort von Söderby.
Als das dortige heidnische Zentrum mit dem vermuteten Tempel von Uppsala nicht mehr existierte, die Bedeutung der Stadt als wichtigster Ting- und Marktplatz sowie Königssitz abnahm und sich das Christentum in Uppland durchsetzte, wurde Alt-Uppsala zum Bischofssitz. Östra Aros blieb allerdings weiterhin ein wichtiger Hafen für den Handel in Uppland, aber auch bis nach Norrland. Zu Beginn des 13. Jahrhunderts hatte Alt-Uppsala so viel an Bedeutung verloren, dass es in den Jahren 1215 und 1216 bereits erste Überlegungen gab, den Erzbischofssitz und die Domkirche nach Sigtuna zu verlegen, das bereits seit dem 12. Jahrhundert Bischofssitz war. Die Überlegungen wurden jedoch nicht in die Tat umgesetzt, sondern wurden erst um 1240 weitergeführt, als ein Domkapitel eingerichtet wurde. Schließlich erteilte Papst Alexander IV. 1258 die Erlaubnis für den Umzug nach Östra Aros unter der Bedingung, dass die Domkirche ihren Namen behalten sollte.
Ob zu diesem Zeitpunkt bereits im heutigen Uppsala die Kirche St. Per existierte, ist nicht sicher belegt, da ihre erste schriftliche Erwähnung erst 1302 in einem Testament erfolgte. Dagegen befand sich die Dreifaltigkeitskirche (Helga Trefaldighets kyrka) – erstmals 1221 erwähnt – schon auf der Westseite des Flusses sowie die Kirche Unserer Lieben Frau (Vårfrukyrkan) etwas weiter südlich von St. Per auf der Ostseite des Flusses. Die Dreifaltigkeitskirche war damals bereits Versammlungsort für die dortige Landgemeinde. Ansonsten war die westliche Seite eher spärlich bebaut, als der Umzug des Bischofssitzes im Jahre 1273 stattfand. Kurz danach begann man, statt Östra Aros den Namen Uppsala zu verwenden. Nach dem Umzug sorgten nicht nur die Diener der Kirche für einen Aufschwung, sondern auch Pilger und andere Reisende, die zu den großen kirchlichen Festen anreisten.

### 14./15. Jahrhundert
Während des Mittelalters, jedoch auch schon zur Zeit des Magnus Ladulås, ließen sich deutsche Handwerker und Kaufleute in Uppsala nieder. Rechtlich unterschied sich die Stadt vom Umland dadurch, dass ihr schon vor 1302 die Stadtrechte verliehen wurden. In diesem Jahr wurde erstmals von einem Vogt und einem Stadtrat berichtet. Aus der gleichen Zeit stammen auch Berichte, dass die Stadt zumindest teilweise von einem Graben umgeben war und dass es die beiden zuvor benannten Kirchen, St.-Pers-Kirche und Heliga-Trefaldighets-Kirche, mit Sicherheit gab.
Die königliche Domäne „Islandet“ (schwed. Kungsgården „Islandet“) wurde erstmals 1338 erwähnt. Sie diente vornehmlich als Wohnort des Vogts, wurde aber auch als Wohnort des Königs bei dessen Aufenthalten in Uppsala genutzt. Herzog Karl wohnte noch 1594 dort, bevor er das Anwesen 1610 an den Statthalter Kristofer Wärnstedt abgab. Der damalige Bischofssitz befand sich an der Stelle, wo heute die Universität liegt und wurde um 1340 erbaut. Die zum Dom gehörende Schule lag auf einer Insel im Fyrisån, Studentholmen (schwed. Studenteninsel). Im Jahr 1477 erwirkte Erzbischof Jakob Ulfsson die Erlaubnis des Papstes, ein „studium generale“, also eine Universität, einzurichten. Sie ist damit die zweite, und älteste noch existierende, Universität Skandinaviens und befand sich zu Beginn noch in den Räumen der Domschule.
Im Mittelalter war es die Eigenschaft als Bischofssitz, die Uppsalas Entwicklung prägte. Als Krönungsort und Ort für wichtige Treffen (schwed. herredagar) wurde sie in dieser Zeit auch als eigentliche Hauptstadt Schwedens gesehen. Während der Zeit der Kalmarer Union war die Stadt mehrfach Schauplatz von Streitigkeiten. Während der Auseinandersetzungen wurde 1470 die Domkirche gestürmt und 1501 die königliche Domäne niedergebrannt. Außerdem wurde Uppsala mehrfach von Feuern in Schutt und Asche gelegt. Der verheerendste Brand ereignete sich 1473, als die Domkirche und mehrere große Gebäude beschädigt wurden.

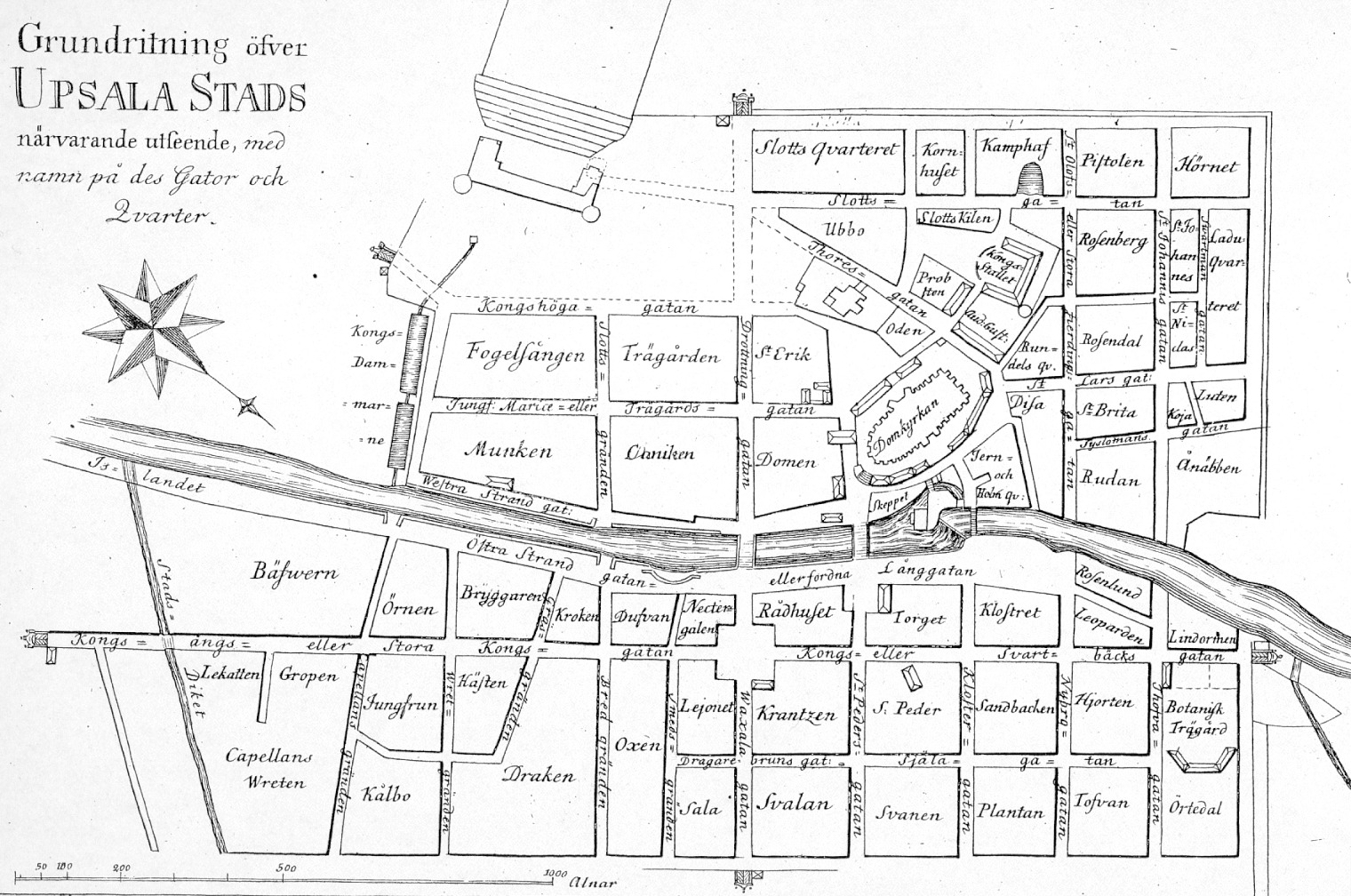
Stadtplan von 1770

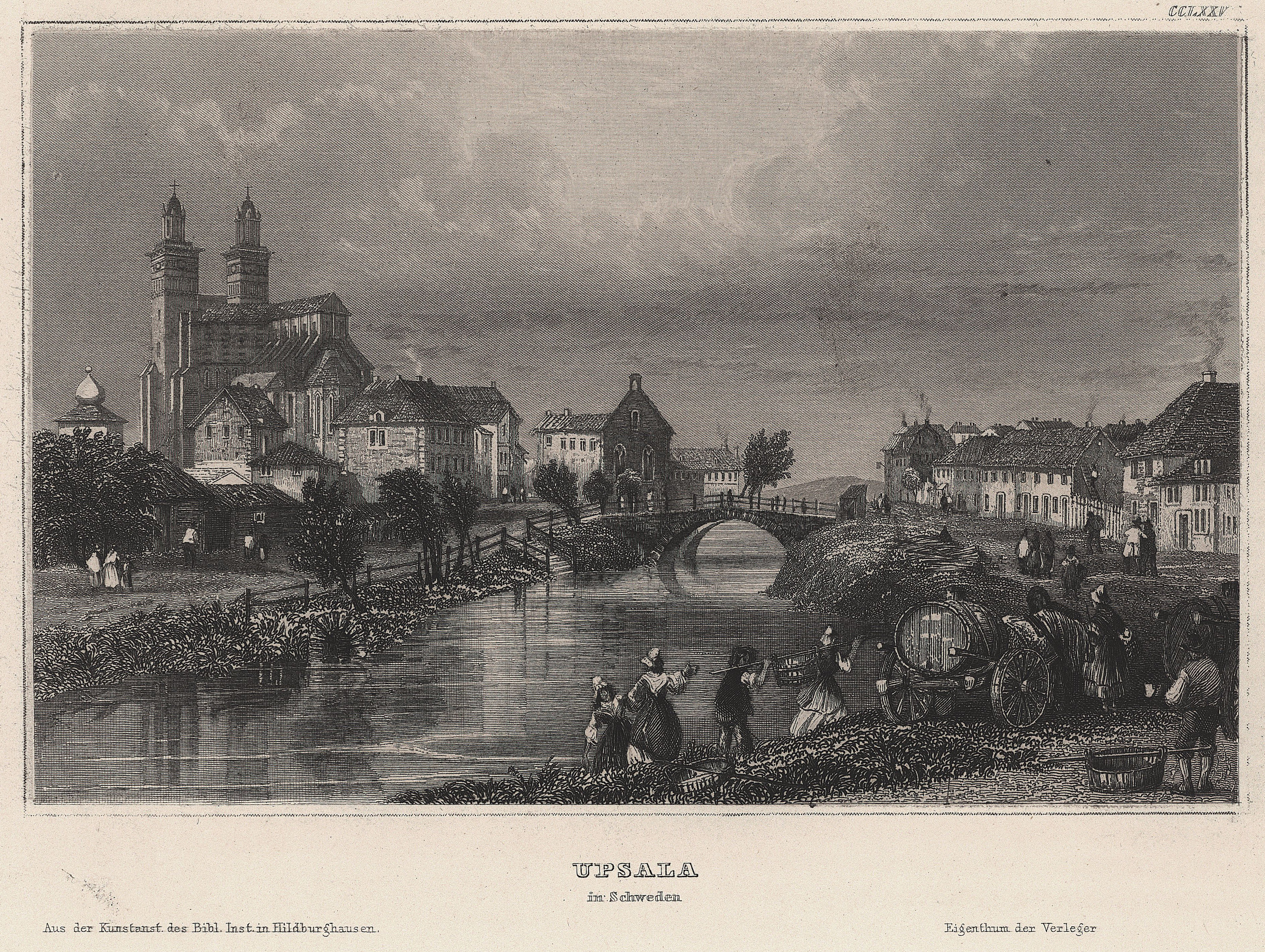
Stadtbild von 1839

### 16.–18. Jahrhundert

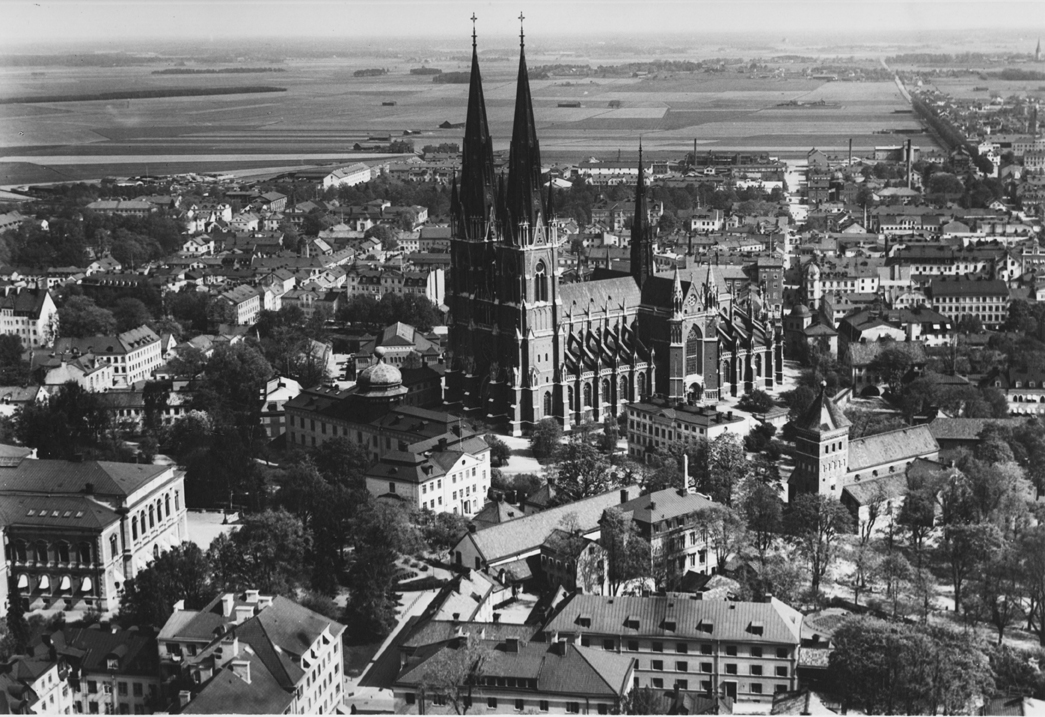
Altstadt von Uppsala mit Universität und Domkirche (Luftbild von 1940)

Während des Befreiungskriegs unter Gustav I. Wasa wurde 1521 der Bischofssitz angezündet. Durch die Reformation und den Einflussverlust der Kirche änderten sich die Verhältnisse. Die beiden zuvor genannten Kirchen verfielen langsam. Das Kloster und ein Großteil der anderen kirchlichen Besitztümer wurden von der Krone eingezogen. Die angegliederte Schule wurde gänzlich eingestellt. Dadurch und durch den Wegfall der großzügigen Aufträge der Kirche kam es zu einem wirtschaftlichen Niedergang. Die Einwohnerzahl verringerte sich. Der König hielt jedoch an Uppsala fest und besuchte die Stadt regelmäßig samt seinem Hof, so dass der Niedergang abgefedert wurde. Mit dem Baubeginn von Schloss Uppsala im Jahr 1547 begann sich die wirtschaftliche Lage wieder zu verbessern. Die Bauarbeiten zogen viele Arbeiter in die Stadt, und die Hoffnung auf eine permanente königliche Residenz machte Uppsala zu einem Anziehungspunkt.
Die wirtschaftliche Erholung setzte sich auch zu Zeiten von Erik XIV. und Johan III. fort. Letzterer verlegte jedoch die Universität, die beinahe geschlossen war, nach Stockholm. Die Verlegung hatte jedoch nur einen geringen Einfluss auf die Entwicklung der Stadt. Stärker traf Uppsala der Brand von 1572, doch Johan III. bemühte sich darum, dass sich die Stadt wieder rasch erholte. Sie war weiterhin Krönungsort und der Ort großer Treffen. Das bedeutendste Treffen fand 1593 als Synode von Uppsala (Uppsala möte) statt, als die kirchlichen Verhältnisse neu geordnet wurden und die Stadt ihre Universität zurückerhielt. Da das Kollegium in Stockholm nicht mehr fortgeführt wurde, bestand auch keine Konkurrenz mehr zwischen den beiden Städten. Durch Schenkungen von Gustav II. Adolf wurde die Universität mit ausreichenden Finanzmitteln ausgestattet und konnte ihren Fortbestand sichern. Im Mittelalter war die Kirche der Motor für die Entwicklung Uppsalas, jetzt sollte die Universität diese Rolle übernehmen.

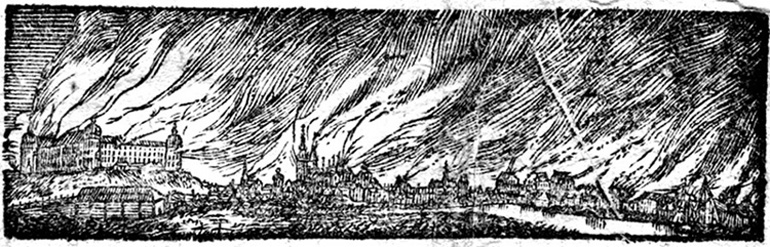
Zeichnung des Brandes von 1702

Im 17. Jahrhundert förderte Olof Rudbeck d. Ä. die gute Entwicklung Uppsalas. Er setzte sich dafür ein, dass sich die Universität in einer guten Umgebung zu ihrem Besten entwickeln konnte. Sein Einsatz wurde durch ein Großfeuer zurückgeworfen, das in der Nacht vom 15. auf den 16. Mai 1702 ausbrach. Das Feuer verwüstete fast die ganze Stadt. Die Domkirche, das Schloss und ein Großteil der Universitätsgebäude mit Ausnahme des Gustavianums wurden beschädigt. Nicht nur die materiellen Schäden waren enorm, auch kulturelle Werte wurden ein Raub der Flammen. Es dauerte Jahrzehnte, bis sich die Stadt erholt hatte.

### 19. Jahrhundert bis Gegenwart
Als die Stadt sich langsam wieder erholt hatte, wurden 1766 der Stadtteil Kungsängen und ein Teil von Fjärdingen erneut verwüstet. Der unzerstörte Teil von Fjärdingen ging 1809 in Flammen auf. Nach einem moderaten Wachstum in der Folgezeit ging es erst mit der Einweihung der Eisenbahnlinie von Stockholm nach Uppsala weiter aufwärts. Durch die Verlegung des Artillerieregimentes von Uppland nach Uppsala bekam die Stadt weitere Wachstumsimpulse, so dass sie im Jahr 1888 21.249 Einwohner hatte.
Die Schreibung des Stadtnamens wurde um 1903 von Upsala auf Uppsala geändert.

## Sehenswürdigkeiten

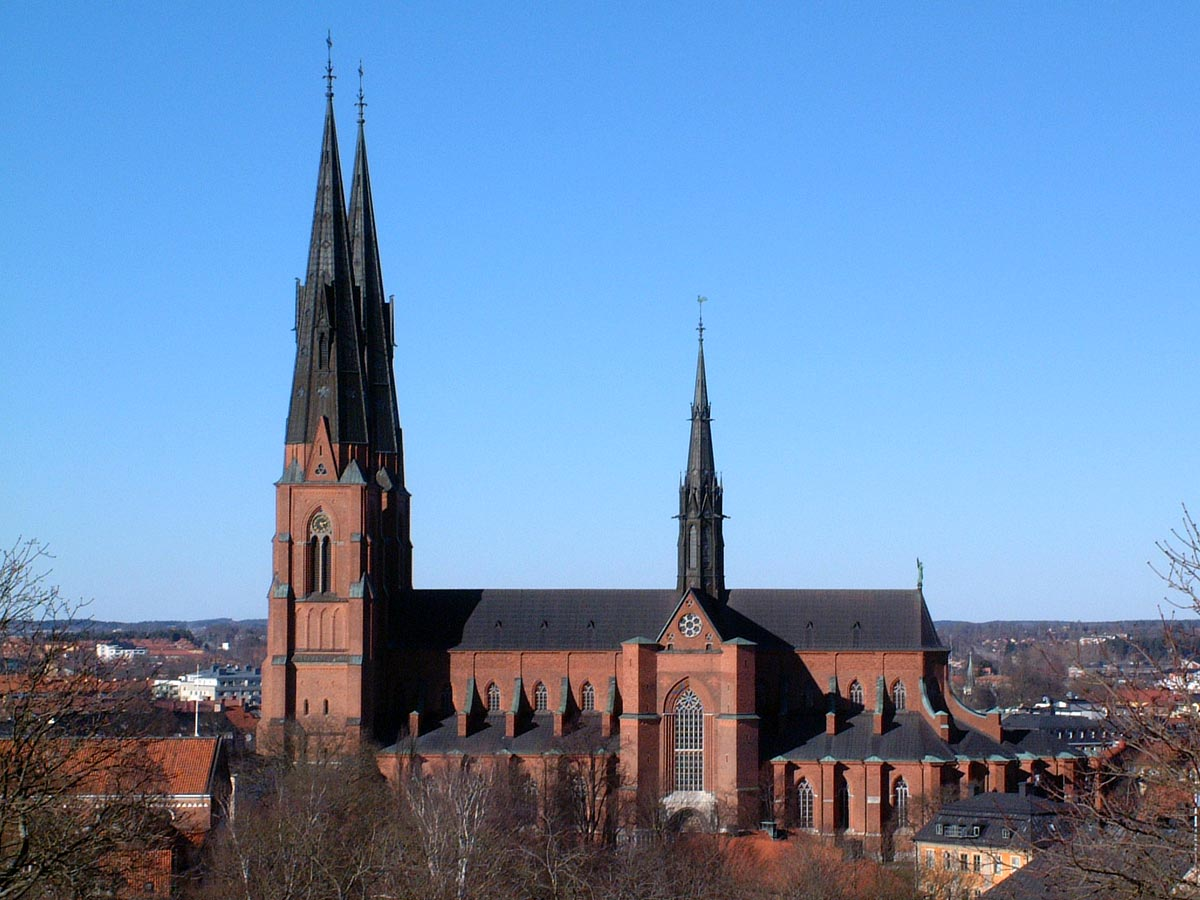
Dom von Uppsala

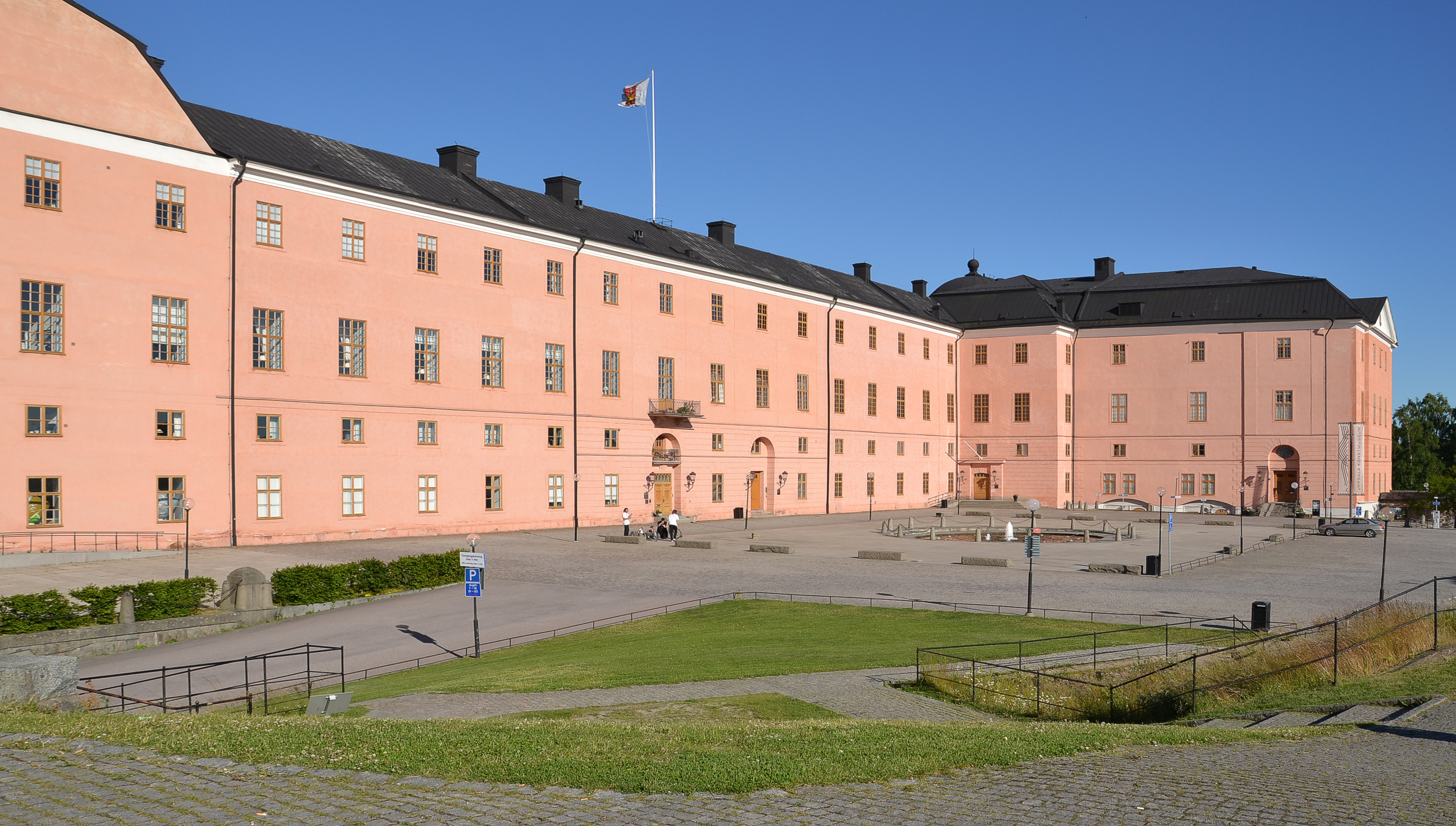
Schloss Uppsala

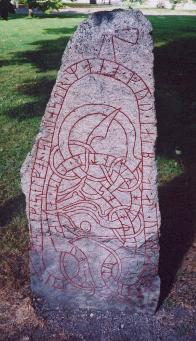
Runenstein im Universitätspark

Uppsala gehört zu den Haupttouristenmagneten Schwedens.
Uppsala hat eine Domkirche (1289–1435 erbaut, 1702 bei einem Brand zerstört und wiedererrichtet, größte Kirche Skandinaviens), ein Schloss (1540 geplant, 1757 Residenz) hoch über der Stadt, die bekannte Universitätsbibliothek Carolina Rediviva mit dem Codex Argenteus und der Carta Marina, eine Universitätsaula und das Universitätsmuseum Gustavianum mit dem anatomischen Theater. Von internationaler Bedeutung ist zudem das Münzkabinett der Universität Uppsala.
Die Stadt hat ein ausgeprägtes Studentenleben um die Nationen, Studentenhäuser, die, nach schwedischen Landschaften geordnet, viele Aufgaben übernommen haben, die in Deutschland die Studentenwerke erfüllen. Diese gibt es in dieser Form auch in Lund sowie in den jüngeren Universitätsstädten.
Sehenswert sind auch der Botanische Garten aus dem 18. Jahrhundert auf der Rückseite des Schlosses, der Garten von Linné, ein Wikingermuseum, die Königsgräber von Gamla Uppsala (Alt-Uppsala) und der Gutshof Linnés Hammarby, der einige Kilometer südöstlich der Stadt liegt.
Ein Kuriosum ist die Foto-Galerie London in den unterirdischen Räumlichkeiten einer ehemaligen Bedürfnisanstalt nach dem Vorbild der London Underground.
Siehe auch: Fiby urskog

## Kultur

### Valborg
Valborg oder sista April (auch Valborgsmässoafton), Walpurgisnacht, wird am 30. April in allen schwedischen Hochschulorten von Studenten und Professoren gefeiert.
Der Tag beginnt um 7:00 Uhr mit einem Sektfrühstück, danach geht man um 10:00 Uhr zum Forsränningen, wo Studenten mit ihren selbstgebauten Flößen den Fyrisån herunterfahren. Danach setzt man sich in einen Park oder trifft sich am Slottsbacken, dem Hügel am Schloss, um den traditionellen Sillunch einzunehmen. Dieser besteht aus eingelegten Heringen (sill) und anderen Leckereien wie Erdbeeren.
Anschließend geht man zur Carolina Rediviva, wo um 15:00 Uhr der Rektor der Universität vom Balkon mit seiner Studentenmütze winkt, damit den Frühling begrüßt, und die Studenten winken zurück (mösspåtagning). Daraufhin laufen alle anwesenden Studenten den Berg hinunter zu den „Nationen“, um zu feiern.

### Sport
Uppsala ist ein Zentrum für Bandy (eine Art Eishockey). Gleich fünf Vereine der Stadt haben eine Abteilung für diese Sportart (IFK Uppsala, IK Sirius, IF Vesta, IF Vindhemspojkarna und Uppsala BOIS). Außerdem wird jährlich im März das Finale der schwedischen Bandymeisterschaft auf dem Gelände des Studenternas idrottsplats ausgetragen.
Bemerkenswert ist auch, dass sich der älteste Schwimmverein der Welt, der gleichzeitig ältester schwedischer Sportverein ist, in Uppsala gründete. Im gleichen Sporthallenkomplex trainieren auch Vereine im Basketball, im Gewichtheben, im Volleyball, im Fechten und im Unihockey. Die zuletzt genannte Sportart ist neben Bandy ein Zuschauermagnet.
Einer der Vereine der Stadt ist Uppsala Studenters IF, dessen Handballabteilung 1939 schwedischer Meister wurde.

### Sprache
Unter Handwerkern und Händlern trifft man noch einen uppländischen Dialekt an, der dem Stockholmer Dialekt ähnlich ist. Die Anzahl der Personen, die diesen Dialekt sprechen, nimmt aber kontinuierlich ab, und an seiner Stelle wird häufiger Hochschwedisch mit norrländischem Einschlag gesprochen. Diese Veränderung wurde hauptsächlich durch die vielen Studenten und Zuzügler von Norrland verursacht.

### Musik
In Uppsala existiert ein sehr modernes Konzert- und Kongresshaus. Auffallend sind die vielen Chöre, z. B. Orphei Drängar oder OD („Orpheus’ Knechte“), seit 2008 geleitet von Cecilia Rydinger Alin. Es gibt auch andere Gruppen, die alle Musikrichtungen von Jazz bis Punk spielen. Der Musikpub Katalin, wo Jazz und Blues gespielt werden, befindet sich gleich hinter dem Hauptbahnhof. Er liegt in einem Ziegelbau aus dem Ende des 19. Jahrhunderts, der früher ein Lager für die Bahn war. Auch in puncto Rockmusik hat die Stadt einige in ganz Europa bekannte Gruppen hervorgebracht. Viele der Studentnationen veranstalten regelmäßig Konzerte, zu denen der Zugang allerdings auf Inhaber eines Studenten- oder Gastausweises begrenzt ist. In Uppsala fand das Uppsala Reggae Festival bis 2011 statt, wurde aber 2012 nach Furuvik 10 km südlich von Gävle als FRF Furuvik Reggaefestival umgesiedelt.

### Film
In Uppsala findet mit dem Uppsala International Short Film Festival seit 1982 eines der wichtigsten Kurzfilmfestivals Europas statt. Das Slottsbiografen zählt zu den ältesten städtischen Kinos.

## Gesundheitswesen
In Uppsala befindet sich das von Marie Lindquist geleitete Uppsala Monitoring Centre (UMC), eine Einrichtung der WHO zur Pharmakovigilanz.

## Verkehr

### Auto
Die wichtigsten Straßen in Uppsala sind die Europastraße 4 und die Reichsstraßen (Riksväg) 55 und 72. Die Europastraße ist seit Oktober 2007 als Autobahn fertiggestellt, sodass eine durchgehende Autobahnverbindung zwischen Stockholm und Gävle besteht. Im Stadtgebiet von Uppsala ist die alte Streckenführung der E 4 eine breite Durchfahrtsstraße mit Mittelstreifen und Leitplanke. Kreuzungen mit anderen Straßen sind mit Ampeln ausgerüstet oder erfolgen in Form eines Kreisverkehrs. Viele Pendler fahren täglich nach Stockholm oder zum Flughafen Arlanda.

### Schienenverkehr
Uppsala liegt an der Ostkustbana, einer Hauptstrecke mit dichter Zugfolge. Nördlich des Hauptbahnhofs zweigt die Bahnstrecke Mora–Uppsala, auch Dalabanan genannt, nach Borlänge und Mora ab. Der Wiederaufbau der 1979 stillgelegten Strecke nach Enköping wird derzeit diskutiert.

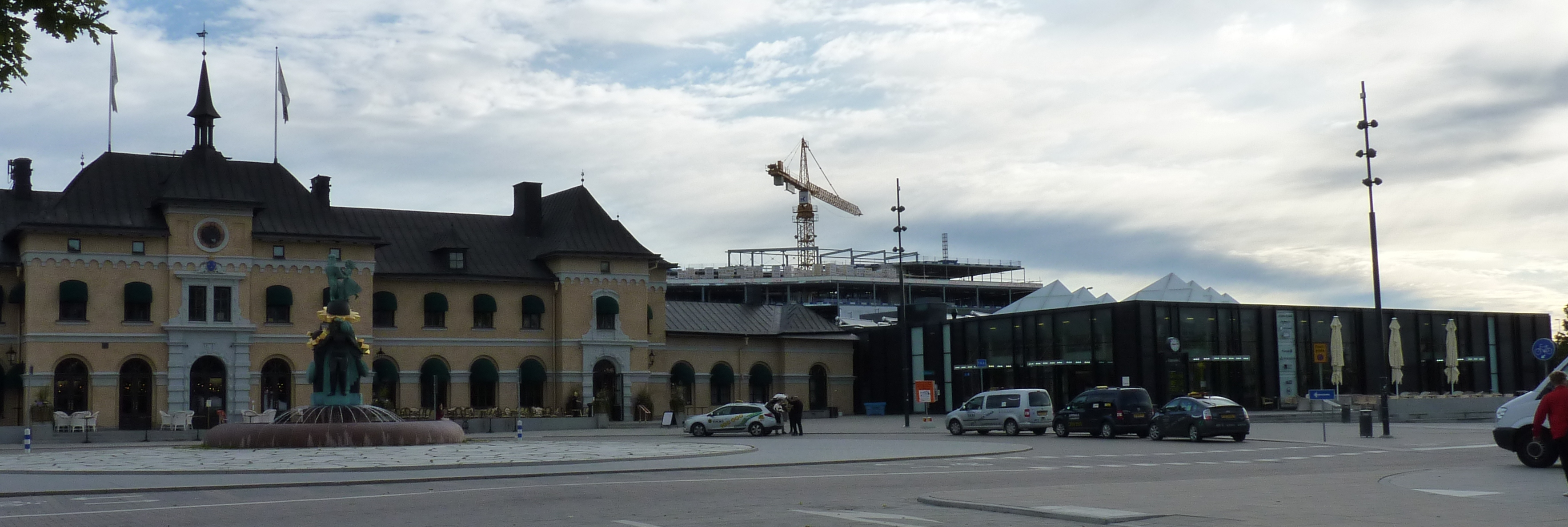
Alter und (rechts daneben, im Bau) neuer Hauptbahnhof mit Springbrunnen von Bror Hjort im Vordergrund (2011)

Von 2005 bis Dezember 2011 wurde der Hauptbahnhof von Uppsala um- und ausgebaut. Seitdem wird das denkmalgeschützte alte Empfangsgebäude von 1866 nicht mehr für Eisenbahnzwecke benutzt; darin befinden sich jetzt ein Restaurant und ein Jazzlokal. Im Zuge der Umbauarbeiten wurde auch der frühere höhengleiche, durch Schranken gesicherte Zugang zu den Bahnsteigen beseitigt und durch eine Unterführung ersetzt.
In Richtung Stockholm sowie zum Flughafen Stockholm/Arlanda herrscht sehr dichter Zugverkehr. Tagsüber verkehren pro Stunde zwei von Storstockholms Lokaltrafik (SL) betriebene Pendeltåg-Züge über Arlanda nach Stockholms centralstation (55 Minuten). Hinzu kommt mindestens ein von SJ AB (SJ) betriebener Regionalzug direkt nach Stockholms centralstation (38 Minuten), überdies Fernzüge von SJ und anderen, privaten Bahngesellschaften. Regelmäßig fahren auch Züge in Richtung Sundsvall und Östersund sowie in die Landschaft Dalarna.
Zwischen 1906 und 1953 besaß Uppsala ein Straßenbahnnetz. Seit 2024 ist die neue Straßenbahn Uppsala im Bau. Ausgehend vom Hauptbahnhof wird sie mit zwei Strecken den Süden der Stadt erschließen. Die Inbetriebnahme ist für das Jahr 2029 vorgesehen.

### Flugzeug
Da der Flughafen Arlanda näher an Uppsala als an Stockholm liegt, kann er genauso gut als Flughafen von Uppsala betrachtet werden. Neben dem vorher genannten Bahnanschluss gibt es auch einen dichten Busverkehr zum Flughafen.
Direkt nördlich der Stadt befindet sich der Militärflugplatz Ärna, der derzeit noch von der Luftwaffe genutzt wird. Über die Möglichkeit, den Militärflugplatz Uppsala-Ärna auch für zivilen Flugverkehr zu nutzen, wurde lange ohne Abschluss diskutiert. Im Juni 2018 wurden diese Pläne zu den Akten gelegt.

## Wirtschaft
Neben der Universität und dem öffentlichen Sektor wird die Wirtschaft der Stadt von biomedizinischen und pharmazeutischen Unternehmen dominiert. Das größte davon ist Cytiva (früher: GE Healthcare bzw. Pharmacia); aber es gibt auch eine Vielzahl kleinerer und mittelgroßer Betriebe in diesem Wirtschaftsbereich. Alle sind eng mit dem biomedizinischen Zentrum der Universität (BMC) verbunden.
An staatlichen Einrichtungen liegen hier die Behörden für Arzneimittel, Lebensmittel, Veterinärmedizin und für geologische Untersuchungen. Uppsala hat auch große Bedeutung als Wohnort für die ca. 16.000 Pendler, die täglich in den Großraum Stockholm zur Arbeit fahren. Von besonderer Bedeutung für die Arzneimittelsicherheit ist das von der Weltgesundheitsorganisation und der schwedischen Regierung getragene Uppsala Monitoring Centre zur weltweiten Erfassung unerwünschter Arzneimittelwirkungen.
Früher gab es in Uppsala mehrere Einheiten des Militärs, z. B. ein Infanterieregiment (I 8), ein Fernmelderegiment (S 1) sowie zwei Luftwaffeneinheiten (F 16 bzw. F 20) und die Unteroffizierschule des Heeres. Heute gibt es nur noch die taktische Fliegerschule (LSS) und das Zentrum für Nachrichtendienst (FM UndSäkC) in der Gegend um den Flughafen Ärna.

## Städtepartnerschaften
seit 1947:
- Bærum in Norwegen
- Frederiksberg in Dänemark
- Hafnarfjörður auf Island
- Hämeenlinna in Finnland

seit 1988:
- Tartu in Estland[5]

seit 2000:
- Minneapolis in den USA

## Sonstiges
Kirsti Sparboe rangierte 1969 mit ihrem Titel Ein Student aus Uppsala 14 Wochen lang in den deutschen Charts.